# يوناس غريغارد
يوناس غريغارد (مواليد 30 يوليو 1996) هو دراج دنماركي عضو في فرقة Uno-X Pro.

## وصلات خارجية
- يوناس غريغارد على موقع الاتحاد الدولي للدراجات (الإنجليزية)
- يوناس غريغارد على موقع أرشيف الدراجات (الإنجليزية)
- يوناس غريغارد على موقع إحصائيات الدراجات الإحترافية (الإنجليزية)
- يوناس غريغارد على موقع نسبة الدراجات (الإنجليزية)